# Anemia pallida
Anemia pallida är en ormbunkeart som beskrevs av Gardn. Anemia pallida ingår i släktet Anemia och familjen Anemiaceae. Inga underarter finns listade.